# Palmela
Palmela (paɫmɛlɐ) è un comune portoghese di 62 805 abitanti situato nel distretto di Setúbal.
Le attrazioni della città sono il grande castello che domina dall'alto e la festa del vino (Festa da Vindima), che si svolge durante la prima settimana di settembre.
Situato in posizione panoramica a 248 metri di altitudine, il centro abitato è dominato da un vecchio grande castello arabo, rifatto più volte, che ora ospita un hotel. 
La cinta muraria è del XVIII secolo, il maschio del XIV; la piccola chiesa di "Santa Maria do Castelo" cadde in rovina col terremoto del 1755, ricostruita, attualmente funge da spazio espositivo. 
Più sotto c'è il "convento de Santiago", oggi pousada; la chiesa del convento del 1483 ornata di azulejos conserva la tomba cinquecentesca di Giorgio di Lencastre figlio del re dom João II.

## Collegamenti esterni

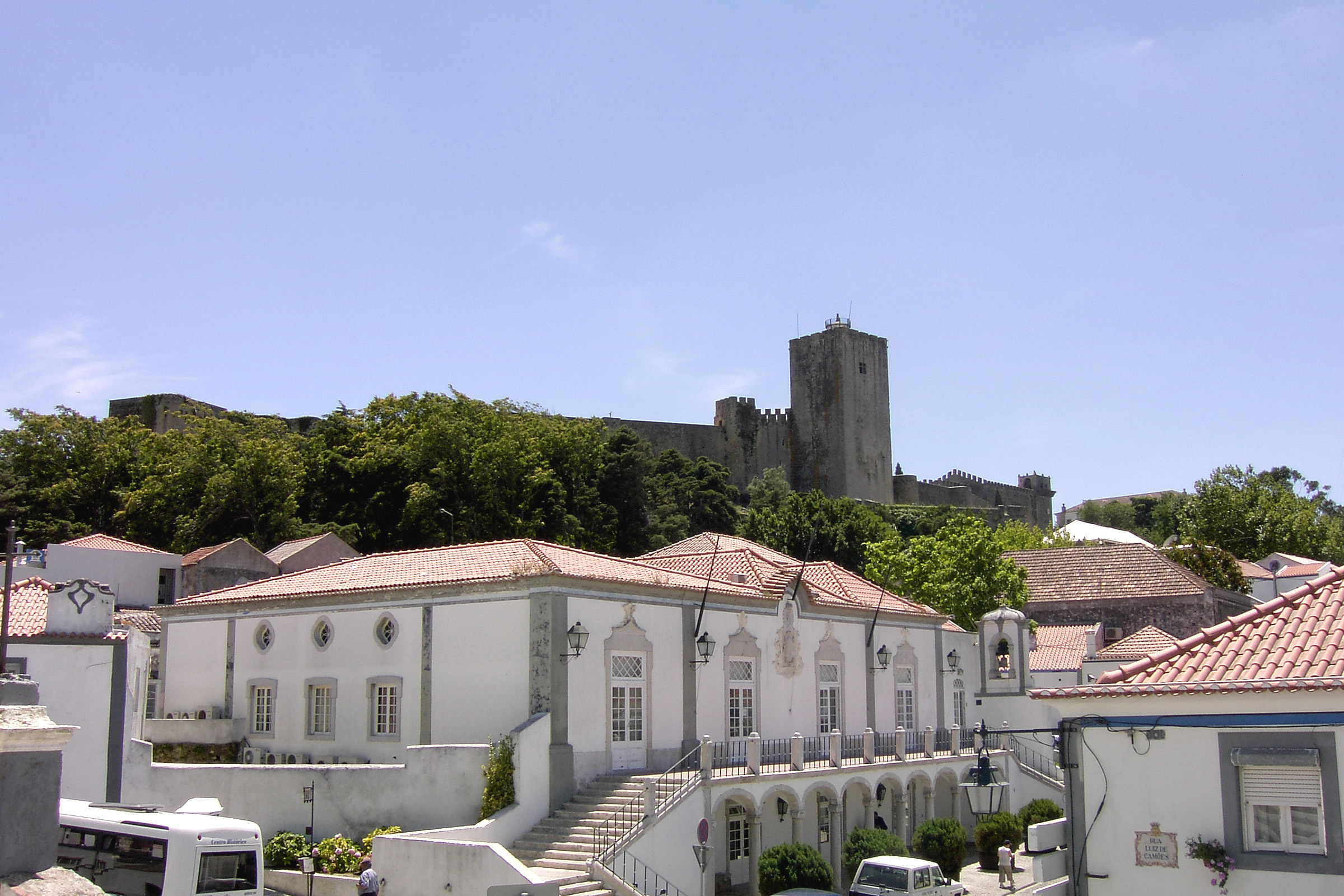
Il comune di Palmela in primo piano e il castello sullo sfondo

## Società

### Evoluzione demografica
| Popolazione di Vila do Conde (1801 – 2004) | Popolazione di Vila do Conde (1801 – 2004) | Popolazione di Vila do Conde (1801 – 2004) | Popolazione di Vila do Conde (1801 – 2004) | Popolazione di Vila do Conde (1801 – 2004) | Popolazione di Vila do Conde (1801 – 2004) | Popolazione di Vila do Conde (1801 – 2004) | Popolazione di Vila do Conde (1801 – 2004) | Popolazione di Vila do Conde (1801 – 2004) |
| ------------------------------------------ | ------------------------------------------ | ------------------------------------------ | ------------------------------------------ | ------------------------------------------ | ------------------------------------------ | ------------------------------------------ | ------------------------------------------ | ------------------------------------------ |
| 1801                                       | 1849                                       | 1900                                       | 1930                                       | 1960                                       | 1981                                       | 1991                                       | 2001                                       | 2004                                       |
| 4030                                       | 4442                                       | annesso a Setúbal                          | 18692                                      | 23155                                      | 36933                                      | 43857                                      | 53353                                      | 58222                                      |

## Freguesias
- Marateca
- Palmela
- Pinhal Novo
- Poceirão
- Quinta do Anjo